# 論理積の消去
論理積の消去(ろんりせきのしょうきょ、英: Conjunction elimination)(論理積の除去、連言除去則、{\displaystyle \land }-除去則は、命題論理における妥当性のある推論規則のひとつである。もし、「PかつQ」とい命題が真であれば、「P」という命題が真であり、同時に「Q」という命題も真であることを指す。この規則を用いることによって、論理積(「かつ」、「{\displaystyle \land }」)で結び付けられた命題の片方を抽出することができる。例えば、「雨が降っており、土砂降りである」という命題が真であれば、「雨が降っている」という命題は真である。この規則は、下記のように、
{\displaystyle {\frac {P\land Q}{\therefore P}}}
および、
{\displaystyle {\frac {P\land Q}{\therefore Q}}}
の２つの記述をすることができる。ここで、命題「{\displaystyle P\land Q}」が証明のなかのどの行に出てきても、その後の行において、命題「{\displaystyle P}」もしくは命題「{\displaystyle Q}」を示すことができるものとされている。

## 形式的な記法
論理積の消去の推論規則は、シークエント記法では、
{\displaystyle (P\land Q)\vdash P}
および、
{\displaystyle (P\land Q)\vdash Q}
と表すことができる。ここで、「{\displaystyle \vdash }」は、ある論理の形式体系において、命題「{\displaystyle P}」が「{\displaystyle P\land Q}」の論理的帰結であり、命題「{\displaystyle Q}」もまた「{\displaystyle P\land Q}」の論理的帰結であることを表す、メタ言語の記号である。
この推論規則はまた、命題論理における真理関数のトートロジーもしくは定理として、
{\displaystyle (P\land Q)\to P}
および、
{\displaystyle (P\land Q)\to Q}
と表される。